# 또 다른 냉전
또 다른 냉전(A Colder War)은 찰스 스트로스가 쓴 대체역사 소설이다. 이 작품은 러브크래프트의 '광기의 산맥' 탐사의 후속 탐사가 이루어져서, 냉전과 크툴후 신화가 뒤얽히게 된다는 내용을 다루고 있다.
이 단편은 스펙트럼 SF지 3호(2000년 여름), 가드너 도조와의 The Year's Best Science Fiction 18호(2001년), Toast: And Other Rusted Futures(2002년 2월), 그리고 Toast(2004년 1월)에 실렸다. 온라인 영문 텍스트는 이곳에서 읽을 수 있다.

## 줄거리

### 정보분석가
주인공은 CIA 정보분석 요원인 로저 조겐슨이다. 그는 정보 보고서, 특히 1961년 가을 우크라이나 상공에서 U-2 정찰기에 의해 촬영된 사진 한 장을 뚫어져라 들여다보고 있다. 사진에는 소비에트 연방이 나토에 맞서기 위해 준비한 섬뜩한 비장의 무기, 프로젝트 코셰이 가 찍혀 있었다.

### 다시 가 본 붉은 광장
기밀로 분류된 비디오 브리핑에서 1962년 붉은 광장 노동절 군사행진에 관한 중요한 정보가 공개된다. 통상적인 군사력 과시에 뒤이어, 놀라운 광경이 나타났다. 네 대의 거대한 트랙터에 방수포로 덮인 작은 집채만한 무언가가 실려 있었던 것이다.
그것들은 종복(servitor)이라고 불리는, 기밀로 분류된 무기인 것으로 알려졌는데, 1931년 드레스덴 조약에 관련된 무기가 공개된 것은 이번이 처음이다. 소비에트 전투서열에 관한 정보가 신뢰하기 힘든 것이어서 정확한 규모는 파악할 수 없었다.
브리핑은 KH-11 첩보 위성이 89분 간격으로 촬영한 두 개의 영상으로 건너뛰었다. 첫 번째 영상에는 유명한 무자헤딘 지도자가 거주하는, 카이베르 고개의 중무장한 마을이 나와 있었다. 두 번째 영상은 생존자 하나 없이 완전히 초토화된 같은 마을이 나와 있었고, 모든 증거로 미루어 보아 종복 부대가 운영되고 있음을 알 수 있었다.

### 퍼즐 궁[3]
로저는 상부의 승인을 거쳐 국가안보위원회와 대통령 당선자에게 전달될 여러 건의 상급 기밀 보고서를 요약하려 하고 있다. 그 가운데에는 프로젝트 코셰이에 관한 1963년 보고서와, 이에 대항하는 무기로서 300 메가톤에 달하는 핵공격을 집중시킨다는 XK-플루토라는 계획이 있었다.
보고서에는 비밀 지하 핵실험에 대한 공식 해명과 함께, 남극에서 일어난 일들 가운데 가장 충격적인 사건이었던 501 공수여단의 최후를 은폐한 것에 관해서도 실려 있었다. 사실 그 사건은, 어느 지도에도 나와 있지 않으며, 아돌프 히틀러마저도 준수했던 드레스덴 조약에 의해 그 존재가 비밀에 붙여진 기괴한 남극의 고원 때문에 벌어진 것이었다.
로저는 크툴후 신화의 위협을, 리처드 닉슨, 지미 카터, 그리고 린든 B. 존슨을 괴롭혔던 그 위협을 단순한 보고서를 통해 효과적으로 전달하는 데 애를 먹는다. 마침내 그는 내일 정상 근무를 위해 야근을 멈추고 퇴근한다.

### 한밤의 백악관
로저의 보고서에 깊은 감명을 받은 올리버 노스 대령 은 그를 대통령 직속의 비밀 기관으로 인사 이동시킨다. 그는 USSR을 '쇼고스를 보유한 오트볼타'라고 부르는데, 대통령령에 의해 피버 드림이나 나이트메어, 그리고 플루토 같은 비밀 무기에 대한 통수권을 손에 넣은 상태였다.

### 보스토크 호수가에 비치는 달빛
로저는 로스 빙판 아래 보스토크 호수에서 미드짓 잠수함이 아프간에서 생산된 헤로인을 운반하는 것을 감독하고 있다. 그 항해는 선주 생명체(Elder Things)가 남겨둔, 서로 수 광년 떨어진 항성계를 잇는 통로 시스템을 통해서 이루어졌다. 불운하게도, 항해 중 일어난 태양플레어 때문에 잠수함 승무원들은 치명적인 상해를 입고 말았다.

### 리메이 장군께서도 자랑스러워 하실 거요[8]
또 다른 비디오 브리핑은, 프로젝트 코셰이에 맞서는 미국의 무기 XK-플루토의 상시 대기 상태와 그 엄청난 파괴력을 반복해서 강조한다. 비디오는 프로젝트 코셰이 자체로 넘어가서, 처음에 어떻게 그것이 나치 독일의 토트 조직에 의해 심해에서 인양되었으며, 소비에트 연방에 의해 탈취되어 현재처럼 우크라이나로 옮겨졌는지 밝히고 있다.

### 초고대문명의 수혜자
스티븐 제이 굴드 교수는 보스토크 호수에서 살아 있는 아노말로카리스를 포획하여 그 표본을 복원한 결과, 세포 구조 및 DNA, RNA 등 어느 면에서도 지구상의 생명체와는 완전히 다르다는 것을 발견한 데 관해 브리핑을 하고 있다. 그 아노말로카리스는 세포 조직이나 유전학적 특성면에서 지구상의 모든 생명체와 완전히 달라서, 그는 이것이 외계의 생명체라는 결론을 도출하는데, 대령 역시 이를 확인해 준다.
브리핑이 진행되는 동안 로저는 마음속으로, 인간의 뇌가 크툴후와 근접한 곳에서 얼마나 오랫동안 견디는가 하는 문제에 광적으로 집착했던 요세프 멩겔레의 나치 생체 실험 기록과, 마지막으로 SS가 생존자와 증인들을 말살하려 했던 기록을 떠올린다.
마지막으로, 굴드 교수는 자신이 선주 생명체를 찾아냈다는 사실을 밝히고, 오랫동안 유지된 고도의 기술 문명에 경외심을 표한다.

### 강대한 악마[13]
로저는 킹 데이빗 호텔에서 헤즈볼라는 물론 루홀라 호메이니와 연줄이 닿는다는 이란 혁명가 무함마드와 접선한다. 무함마드는 이라크 인들이 바스라에 위치한 예어 수토트 사원에서 인신공양 제사를 드림으로써 테헤란에서 유혈 사태가 일어났다고 알린다.
무함마드는 렝 고원에 관해 언급하며, 소비에트의 무기가 카타프 알 아지프에 언급된 것과 동일하다고 확인해 주었고, 히말라야 산맥 일대에서 미고가 배회하고 있다고 알려준다. 그는 또한 여기저기서 문이 열리고 있으며, 그들의 F-14 톰캣이 그 문들 가운데 하나에 진입한 적이 있다고 말한다.
상황이 너무 심각하게 돌아가고 있어서, 그는 이란 당국이 네게브 핵연구소 로부터 핵무기를 구입하기 위해 모사드와 접촉하고 있다고 밝히고, 아야톨라가 바스라 사원에 핵폭탄 공격을 감행하는 전사는 낙원에 들 것이라고 비공개적으로 선언했다고 전한다.

### 수영장
로저는 의회 청문회에 증인으로 출석해서 질문을 받는다. 결국 쇼고스에 관한 이야기가 나오게 되자, 로저는 나노 테크놀로지 용어를 동원해서 이를 설명한다. 또한 그는 쇼고스를 명령어로 프로그래밍하는 게 가능한데, 미국이 쇼고스를 하나도 보유하지 못하고 있어서 심각한 군사적 열세에 있음을 지적한다.
이야기는 XK-플루토 계획과, 소비에트가 쇼고스를 통제하고 있는 게 기껏해야 기초적인 수준으로 보인다는 것으로 이어진다. 화제가 그들이 바스라 사원 문제를 우려하고 있다는 것, 그리고 결국 크툴후에 관한 것으로 옮겨가고, 정부 요인들을 위한 외계의 피난 기지가 잠깐 언급된다.
의원 가운데 하나가 '거대한 필터'에 관해 이야기하며, 이를 무기로서의 크툴후 신화의 사용과 관련짓는다. 이 장은 갑작스러운 대피가 시작되는 것으로 끝난다.

### 15분 내에 폭격 시작[17]
공황 상태에 빠진 로저는 많은 사람들 틈에 섞여 비상 사태에 대비한 통로로 피신한다. 결국 그들은 목적지인, 오래전에 죽은 외계의 행성, XK-마사다에 도착하게 된다.

### 우리에게는 자네가 필요해
로저는 다음 한 주를 자포자기한 상태로 지낸다. 대령은 그에게 지구가 혼란 상태에 빠졌다고 알려준다. 이고르 리가체프는 미국을 격렬히 비난하고 있고, 유럽은 폐허로 변했으며 중동 지방은 아주 위험한 곳으로 변했다. 사담 후세인이 그 기술을 손에 넣으려고 몇 년 동안 노력한 끝에 마침내 요그 소토스에게 접근하는 통로를 안정시킨 것으로 보인다.
무엇보다 최악의 사태는 잠에서 깨어난 크툴후가 대서양 쪽으로 향하는 것을 플루토 핵공격으로도 막을 수가 없다는 사실이었다. 미국인들은 크툴후를 막을 방법을 알아내려고 필사적으로 애쓴다.

### 마사다
결말은 모호하다. 로저는 생존자의 최책감에 시달리고 있다는 진단을 받고, 마사다 주위를 배회하다가 어떤 목소리와 이야기를 하게 된다. 어쩌면 그가 환청을 들은 것일 수도 있다. 목소리는 그에게 '영혼을 먹는 자'(크툴후)가 인간의 정신을 삼켜버리면, 그 사람은 삶에서 가능한 모든 형태의 결말을 맞이해야만 하는, "죽는 것보다 더 비참한 운명"에 놓이게 된다고 알려준다. 로저는 자살할까 곰곰이 생각해 보지만, "현재 상황에 대한 그의 분석이 틀렸다면, 적어도 그는 아직 살아 있는 셈이었다. 하지만 만약 그가 옳다면, 죽는다고 해도 여기서 벗어날 수는 없었다."라는 말은 그가 지구를 탈출하지 못하고 크툴후에게 정신을 흡수당했으며, 그가 현재 겪고 있는 것은 경험해야 할 무수히 많은 가능성 가운데 하나에 지나지 않는다는 것을 암시한다.